# 尾崎久彌
尾崎久彌（おざき きゅうや、1890年6月28日 - 1972年6月2日）は、国文学者。近世文学、浮世絵、書誌学が専門。死後、江戸文学関係書など、約一万点の蔵書が名古屋市の蓬左文庫に寄贈された。

## 経歴
1890（明治23）年6月28日に愛知県名古屋市に生まれる。愛知一中（現在の旭丘高校）に通ったのち、國學院大學へと進学する。このときから文章を書き始める。卒業後は愛知県へと戻り、愛知一中、豊橋中学（現在の時習館高校）などで教鞭をとる。のちに国学院大の講師、東邦高校の教師を勤め、1953年からは名古屋商科大学教授となるなど教育者としても幅広く活動した。晩年は名古屋市文化財調査委員会の委員長も務めている。
教育に尽力した傍ら、創作活動や浮世絵の収集、江戸軟派文学の研究を行っており、特に収集家としての評価は現在でも高い。1972（昭和47）年に亡くなったのちに一万点以上の蔵書が「尾崎久彌コレクション」として名古屋市東区の蓬左文庫へと寄付された。

## 著書
- 『浮世絵と廃頽派』春陽堂　1925
- 『江戸軟派雑考』春陽堂　1925
- 『軟派謾筆』春陽堂　1926
- 『浮世絵美人大首画の研究』春陽堂　1927
- 『江戸時代小説・脚本・浄瑠璃・随筆翻刻物索引』春陽堂　1927
- 『綵房綺言』春陽堂　1927
- 『江戸軟文学考異』中西書房　1928
- 『怪奇草双紙画譜』国際文献刊行会　1930
- 『吉原図会』竹酔書房　1931
- 『古俳書展覧会陳列書解題 旅寝塚建立記念』欣魚荘文庫　1932
- 『甘露堂文庫稀覯本攷覧』名古屋書史会　1933
- 『江戸小説研究』弘道閣　1935
- 『放送江戸文学講話』三笠書房　1935
- 『三つの絵巻』観音瞻仰会　1935
- 『広重と清親』茶周染工場　1937
- 『報徳聖典 一日一行』二宮尊徳翁全集刊行会　1938
- 『豊太閤と南方圏 随筆』パイロット社司書院　1942
- 『近世科学者列伝』新興亜社　1943
- 『熱田神宮史料考』大雅堂　1944
- 『埒外記』有光書房　1965
- 『珍書愚書』有光書房　1968
- 『軟本羹』広済堂出版　1968
- 『名古屋芸能史』（文化財叢書, 第51, 54号）名古屋市教育委員会　1971
- 『近世庶民文学論考』中村幸彦編　中央公論社　1973
- 『尾崎久弥小説集』尾崎千代野編　愛知県郷土資料研究会　1974
- 『久弥の横顔』尾崎千代野編　愛知県郷土資料刊行会　1975
- 『珍本駄本』有光書房　1977

## 共編著
- 『近松浄瑠璃読本』三学社　1925
- 『至誠通神』編　観音瞻仰会　1934
- 『豊太閤文献一覧』編　一誠社　1935
- 『観音古典籍浮世絵版画展記念誌』編　観音瞻仰会　1933
- 『浄瑠璃姫説話考』編　観音瞻仰会　1936
- 『我等の豊公 紀元二千六百年記念式典日新鐫』編　愛郷会　1940
- 『墨清太郎 艶金七十年の歩み』森徳一郎共著　艶金興業　1960
- 『熱田襍攷』編著　熱田神宮宮庁　1970

## 編纂
- 豊年舎満作「俳優楽屋ばなし」柳亭種彦「三津瀬川上品仕立」歌川国貞「大津ゑぶし落咄役者評判寄勢」江戸軟派研究発行所　1925　江戸軟派叢書
- 十返舎一九『続々膝栗毛』二代十返舎一九補 江戸軟派研究発行所　1926　江戸軟派叢書
- 『浮世絵廃頽派画譜』竹酔書房　1930
- 『英泉百美人画譜』江戸文学研究発行所　1930
- 『洒落本集成』第1-3巻　春陽堂　1929-30
- 『草双紙選』改造文庫 1932
- 『信濃小説集 江戸文芸』しなの川柳社　1948
- 『洒落本集成伏字手引草』未刊江戸文学刊行会　1954
- 『遊里文學資料集』第2集 校訂　未刊江戸文学刊行会　1955
- 不知足『艶道俗説辯』校訂　近世庶民文化研究所　1956
- 歌川豊国『廊の明け暮』有光書房　1964
- 『男色山路露』校訂解説　有光書房　1968
- 『大江戸怪奇画帖 完本・怪奇草双紙画譜』国書刊行会　2001